# Новожилов, Николай Вячеславович
Никола́й Вячесла́вович Новожи́лов (6 декабря 1918; с. Зелёная Слобода Чулковской волости Бронницкого уезда Московской губернии — 17 апреля 1993, Москва) — Герой Советского Союза (1944), полковник (1953), военный лётчик.

## Биография
Родился 6 декабря 1918 года в селе Зелёная Слобода Чулковской волости Бронницкого уезда Московской губернии. С 1930 года жил в Москве. В 1933 году окончил 7 классов школы, в 1935 году — школу ФЗУ. Работал электромонтёром в тресте «Мосэнергомонтаж» (1935—1938) и на заводе противопожарного оборудования «Красный факел» (1938—1940). В 1940 году окончил Ленинский аэроклуб г. Москвы.
В армии с апреля 1940 года. В 1941 году окончил Кировабадскую военную авиационную школу лётчиков. Служил лётчиком в строевых частях ВВС (в Закавказском военном округе).
В августе — сентябре 1941 года участвовал во вводе советских войск в Иран в должности лётчика 42-го дальнебомбардировочного авиационного полка.
Участник Великой Отечественной войны: в октябре 1941 — августе 1943 — лётчик 42-го дальнебомбардировочного авиационного полка, в сентябре 1943 — мае 1945 — заместитель командира и командир авиаэскадрильи 108-го авиационного полка дальнего действия. Участвовал в обороне Москвы и Ленинграда, Смоленской операции, освобождении Белоруссии и Прибалтики, Восточно-Померанской операции и штурме Кёнигсберга. За время войны совершил 302 (из них 275 — ночью) боевых вылета на бомбардировщике Ил-4 для нанесения ударов по военно-промышленным объектам в глубоком тылу противника, его живой силе и боевой технике.
За мужество и героизм, проявленные в боях, указом Президиума Верховного Совета СССР от 19 августа 1944 года капитану Новожилову Николаю Вячеславовичу присвоено звание Героя Советского Союза с вручением ордена Ленина и медали «Золотая Звезда».
После войны до 1947 года командовал авиаэскадрильей в Дальней авиации. В 1948 году окончил Ивановскую высшую офицерскую лётно-тактическую школу Дальней авиации. В 1948—1950 — старший лётчик-инспектор Управления боевой подготовки Дальней авиации. В 1954 году окончил Военную академию имени М. В. Фрунзе. В 1954—1965 — старший лётчик-инспектор Управления боевой подготовки Дальней авиации, с 1965 — старший офицер по классификации лётного состава Управления боевой подготовки Дальней авиации. С октября 1972 года полковник Н. В. Новожилов — в запасе.
В 1975—1976 годах работал старшим инженером в Научно-экспериментальном центре автоматизации управления воздушным движением Министерства гражданской авиации, в 1978—1980 — электромонтёром Черёмушкинского телефонного узла.
Жил в Москве. Умер 17 апреля 1993 года. Похоронен на Преображенском кладбище в Москве.

## Награды
- Герой Советского Союза (19.08.1944);
- орден Ленина (19.08.1944);
- три ордена Красного Знамени (24.02.1942; 31.12.1942; 1956);
- орден Александра Невского (13.07.1945);
- два ордена Отечественной войны 1-й степени (17.06.1943; 11.03.1985);
- орден Красной Звезды (1955);
- медали.